# 沙威尼根
沙威尼根（英语，/ʃəˈwɪnɪɡən/，法語發音：[ʃawiniɡan] ⓘ)）是加拿大魁北克省莫里西区的一个城市，位于圣莫里斯河畔。根据加拿大2011年人口普查，沙威尼根人口数为50,060。